# Карл Шуман
Карл Шуман (нім. Carl Schuhmann; 12 травня 1869, Мюнстер — 24 березня 1946, Берлін) — німецький гімнаст, борець, легкоатлет та важкоатлет, чотириразовий олімпійський чемпіон на перших олімпійських іграх сучасності 1896 року в Афінах.

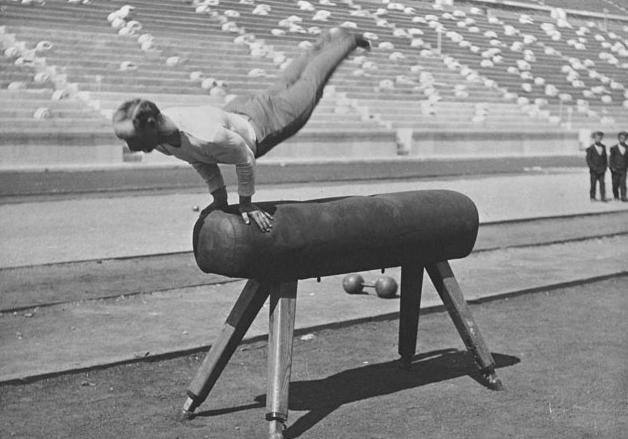
Карл Шуман під час вправ на коні

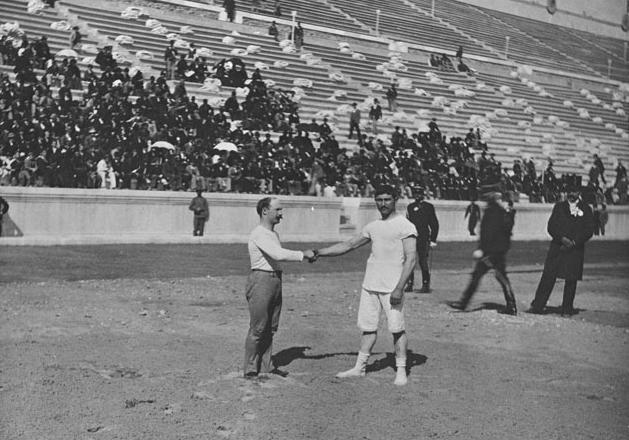
Карл Шуман і Георгіос Цитос

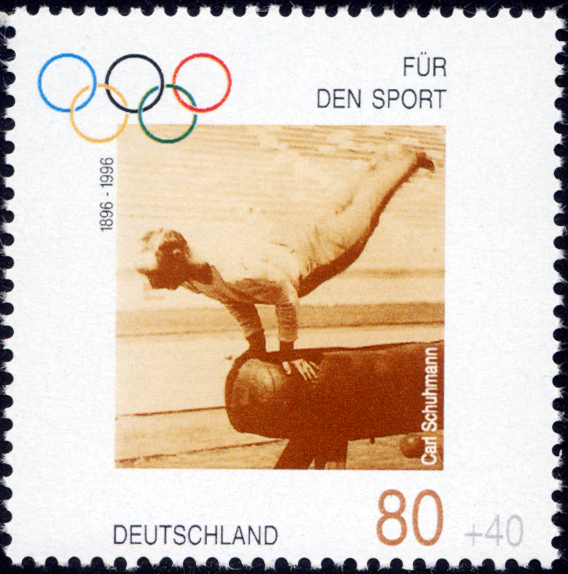
Карл Шуман на німецькій поштовій марці 1996 року

Тільки шість спортсменів брали участь в чотирьох видах спорту на Олімпіадах: троє з них зробили це на Олімпійських іграх 1896 року, і ще троє змагалися у чотирьох різних дисциплінах лижного спорту. Найуспішнішим з цього секстету є Карл Шуманн.
Німець був у першу чергу, гімнастом. Він виграв три перших місця в Афінах, в індивідуальних вправах в опорному стрибку, і двічі з німецькою командою — у вправах на паралельних брусах та на перекладині. За винятком лазіння по канату, він брав участь у всіх гімнастичних змаганнях.
Його другим видом спорту була боротьба. У фіналі цього змагання Шуман зустрічався з місцевим улюбленцем, греком Георгіосом Цитосом. Поєдинок тривав сорок хвилин, та був відкладений через темряву і перенесений на наступний ранок. Наступного дня Шуманн переміг Цитаса. Цікавим є той факт, що змагання проходили тоді без звичного поділу спортсменів на вагові категорії і переможцем у них виявився крихітний німець зі зростом — 1,58 м. Георгіос Цитос, якого Шуман подолав у фіналі був на 15 см вищим за нього.
Шуманн також брав участь у змаганнях з важкої атлетики (четверте місце) та легкої атлетики у наступних дисциплінах: стрибки в довжину (сьоме місце), потрійний стрибок і штовхання ядра, але теж без призових місць.
За кількістю золотих нагород на цій Олімпіаді Карл Шуман виявився першим, поступившись своєму партнеру по збірній — Герману Вайнгертнеру загальною кількістю медалей.
Олімпійських ігри 1896 року були найбільшим успіхом у кар'єрі Шумана, хоча у нього було кілька хороших показників на внутрішньонімецьких змаганнях. Більше він не брав участі в Олімпійських іграх. Після Афінської Олімпіади він працював учителем гімнастики в Лондоні з 1898 року. Його остання поява на Олімпійських іграх відбулася 1936 року під час змагань в Німеччині.